# Velidhoo (Noonu-atol)
Velidhoo is een van de bewoonde eilanden van het Noonu-atol behorende tot de Maldiven.

## Demografie
Velidhoo telt (stand maart 2007) 1054 vrouwen en 1124 mannen.